# ルイス・B・プラー
ルイス・バーウェル・"チェスティ"・プラー（Lewis Burwell "Chesty" Puller, 1898年6月26日 - 1971年10月11日）は、アメリカの海兵隊員。長年に渡りアメリカ海兵隊の将校として勤務し、数多くの勲章等を受章した。最終階級は海兵隊中将。

## 若年期
1898年、バージニア州ウェストポイントにて、父マシューと母マーサのもとに生を受ける。父は食品雑貨店(grocer)を営んでいたが、ルイスが10歳になる頃に死去している。プラーは年老いた南北戦争復員兵らの話を聞きながら育ち、とりわけ南軍のトーマス・"ストーンウォール"・ジャクソン将軍の逸話に心を惹かれていたという。1916年には米墨国境戦争で戦う為に陸軍に志願しようとしたものの、若すぎる上に保護者たる母親の許可もなかったので認められなかった。
翌年、バージニア州立軍事学校に入校する。しかし1918年8月に第一次世界大戦が勃発すると中退し、この折に「銃のあるところに行かねば！」（go where the guns are!）と言い残したという。彼はベローウッドの戦いにおける第5海兵連隊の活躍に触発され海兵隊を志願、基礎訓練の為にサウスカロライナ州のパリスアイランド志願兵訓練所に送られた。
結局、第一次世界大戦中に実戦を経験することはなかったが、海兵隊の拡大が進められる中で、プラーは訓練を終えた直後から下士官学校、さらに士官候補生学校へ進むことになる。1919年6月16日には士官候補生学校を卒業し予備役少尉の階級を得るが、終戦に伴う軍縮により海兵隊は総員73,000名から将校1,100名下士官兵27,400名まで規模を縮小することとなり、プラーも10日後には非活性(inactive status)に指定され、階級は伍長(corporal)に改められた。

## 戦間期

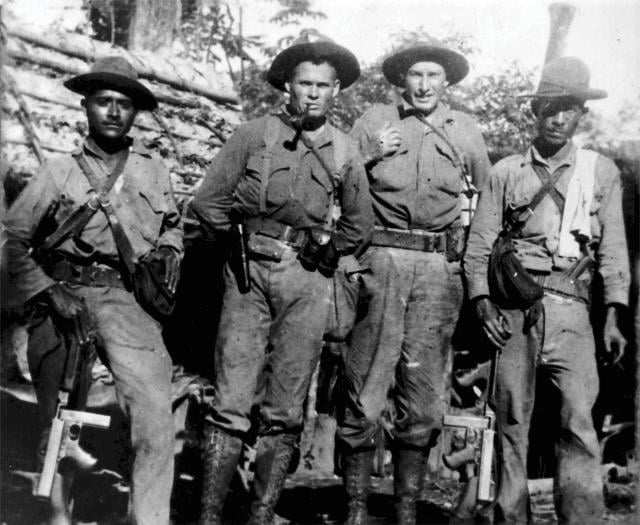
ルイス・プラー少尉（左から2番目）、ウィリアム・"アイアンマン"・リー軍曹（左から3番目）、ニカラグア兵ら（両端）。1931年撮影

その後、プラー伍長は米国占領下のハイチに派遣され、ハイチ憲兵隊(Gendarmerie d'Haiti)に中尉(lieutenant)として出向した。以後の5年間、彼は反政府組織カコ(Caco)の鎮圧に40回以上参加し、また将校への復帰を2度申請している。1922年、プラーはアレクサンダー・ヴァンデグリフト少佐の副官に任命される。米本土に戻った後の1924年3月6日、少尉（認識番号03158）として将校に復帰する。バージニア州ノーフォークの海兵隊基地、バージニア州クアンティコの基本術科学校、第10海兵砲兵連隊などに勤務した。1926年7月から真珠湾の海兵隊基地に勤務、1928年にはカリフォルニア州サンティアゴに移る。

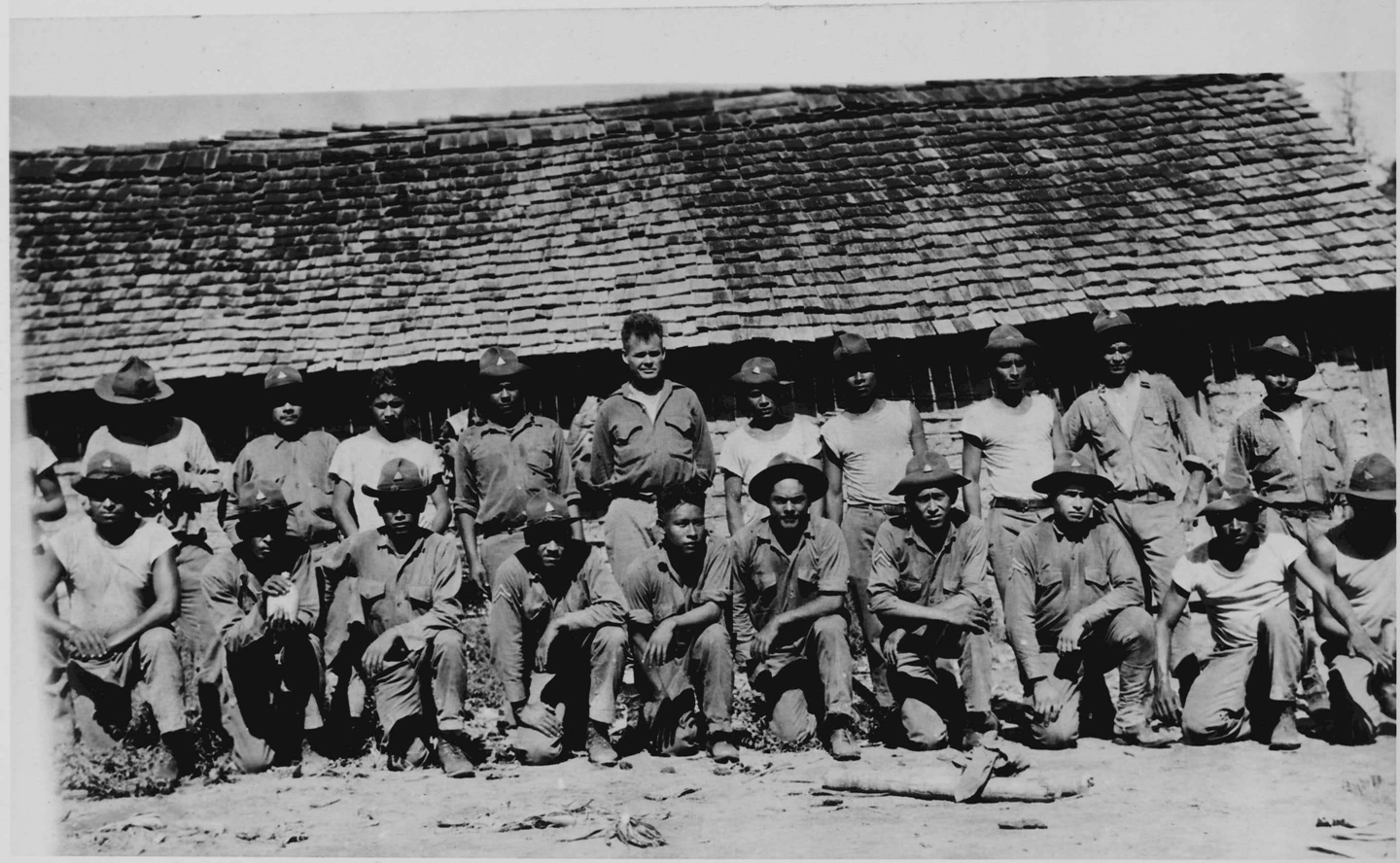
プラー中尉（後列中央）とニカラグア国家警備隊の将兵。

1928年12月よりニカラグア国家警備隊に出向。1930年8月19日、治安作戦における戦功から1つ目の海軍十字章を受章。1931年7月に米本土に戻り、ジョージア州フォート・ベニングにて中隊勤務士官課程(Company Officers Course)を修了。1932年9月20日から10月1日まで再びニカラグア国家警備隊に勤務し、この最中に2つ目の海軍十字章を受章している。
ニカラグア勤務を終えた後、プラーは中華民国の北平（現在の北京）にある米国公使館付分遣隊に移り、在中華民国海兵隊(China Marines)の指揮官を務めた。その後、アジア艦隊の重巡オーガスタ（艦長：チェスター・ニミッツ大佐）に勤務し、1936年6月には米本土に戻って基本術科学校の教官を務めた。
1939年5月から重巡オーガスタ付分遣隊に戻って指揮官を務める。1940年5月には上海で下船し第4海兵連隊第2大隊の副長に任命され、後には同大隊の大隊長も務めた。1941年8月28日、プラー少佐は米本土に呼び戻され、ノースカロライナ州ニューリバー兵舎（現在のキャンプ・レジューン）に駐屯する第1海兵師団第7海兵連隊第1大隊にて大隊長を務めた。

## 第二次世界大戦

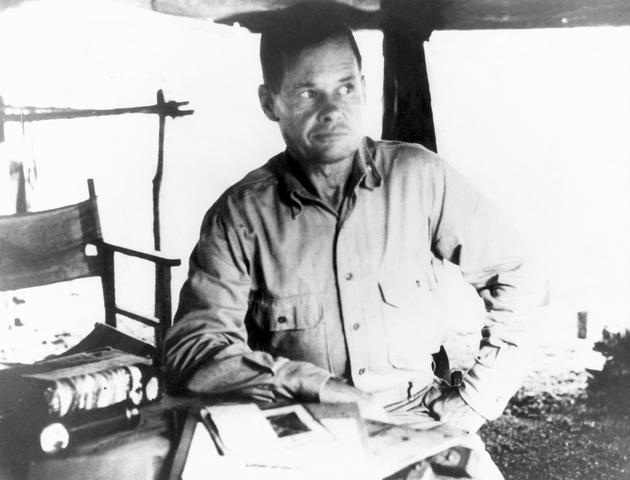
チェスティ・プラー（1942年9月、ガダルカナルにて）

太平洋戦争が始まると、第7海兵連隊は新設の第3海兵旅団に中核部隊の1つとして配置され、1942年5月8日には守備隊としてサモアに派遣された。1942年9月4日、旅団の編成から離れた第7海兵連隊はガダルカナル島に展開していた第1海兵師団のもとに再配置された。
ガダルカナル島到着後まもなく、プラー率いる第1大隊はマタニカウ川の戦いとして知られる激戦に参加した。この戦いの最中、プラーのとっさの機転により3つの中隊が壊滅を免れている。彼の中隊は日本軍の大部隊によって完全に包囲されていた。プラーは海岸に走り、沖にいる駆逐艦モンセンに合図を送って支援砲撃を行わせ、上陸用舟艇が部下の海兵隊員らを救助し終わるまでその場で指揮を執り続けた。この際、舟艇部隊の指揮官を務めていた沿岸警備隊員のダグラス・アルバート・マンロー上等信号手が海兵隊員らの搭乗した舟艇を守る為に戦死しており、彼は史上唯一の名誉勲章受章者たる沿岸警備隊員となった。プラーはこの戦功により、Vデバイス付銅星章を受章している。
その後、ヘンダーソン飛行場の戦いとして知られる戦いの中で、プラーは3つ目の海軍十字章を受章している。当時、飛行場の守備に当たっていた主要な歩兵部隊はプラー率いる第1大隊と米陸軍第164歩兵連隊第3大隊の2部隊であり、彼らは連隊規模の日本軍部隊による攻撃を受けていた。戦闘は1942年10月24日深夜から25日にかけての3時間に行われ、両大隊からは70名の死傷者が出たものの、日本側は1400名以上の戦死者を出して撤退し、飛行場の防衛に成功した。プラーはこの戦いにより名誉勲章授与の推薦を受けている。11月9日、負傷する。
その後、プラーは第7海兵連隊の連隊長に就任した。この職にあった1943年12月26日から1944年2月1日までの間、彼はグロスター岬への上陸に参加して4つ目の海軍十字章を受章している。また同じ期間には第3大隊や第5大隊の大隊長も務め、機関銃と迫撃砲による激しい攻撃を受けながらも厳重に要塞化された日本軍陣地の攻略に成功している。1944年2月1日、大佐に昇進すると共に第1海兵連隊の連隊長に就任。プラー率いる第1海兵連隊は1944年9月から10月にかけて行われたペリリューの戦いに参加し、この際に1つ目のレジオン・オブ・メリット勲章を受章している。また、この戦いで第1海兵連隊は約3,000人の将兵のうち死傷者1,748名を出した。
1944年夏頃、プラーの弟で第4海兵連隊長を務めていたサミュエル・D・プラーがグアムにて敵狙撃手に狙撃され戦死する。
1944年11月、米本土に戻りキャンプ・レジューン基地の歩兵訓練連隊(Infantry Training Regiment)の副長となり、その2週間後には連隊長となっている。終戦後、プラーはニューオーリンズの第8予備役管区(8th Reserve District)や真珠湾海兵隊兵舎の司令官を務めた。
第二次世界大戦中に付けられた「チェスティ」（Chesty）という愛称は、元々「胸の広い・大きい」といった意味だが、転じて「威張り屋」、「自惚れ屋」といった意味も持つ。本来、これは彼が公然と示した豪胆かつ喧嘩好きな性格に対して言われた言葉だったのだが、彼の元で戦った海兵隊員の間では、「バナナ戦争従軍時にナタで肋骨を叩き割られ、今や彼の胸には大きな鉄製の胸郭が入っているからだ」という誤った解釈がまことしやかに語られていた。あるいは、「戦場に出ては何度も大声で命令を叫んでいたため胸筋が鍛えられたことによる」とも解釈され、「我が第1師団に無線は不要だ。チェスティが叫んだ命令は何マイル先にだって聞こえる」と語る者もいた。

## 朝鮮戦争

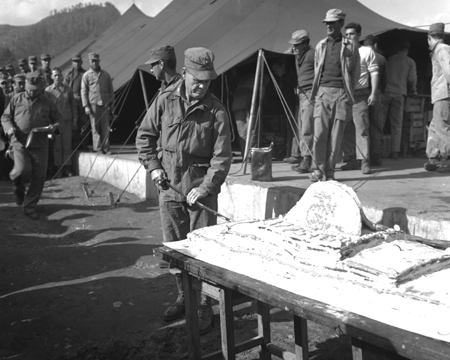
海兵隊創立記念日を祝い、軍刀でケーキを切るプラー大佐（1950年11月10日）

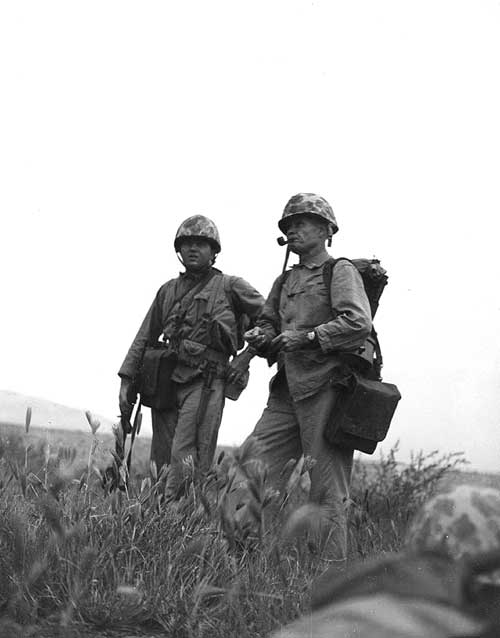
仁川上陸直後、最前線の視察を行うプラー大佐（右）

朝鮮戦争勃発時、プラーは第1海兵連隊の連隊長に復帰した。彼は1950年9月15日の仁川上陸作戦に参加し、銀星章を受章した。また9月15日から11月2日までの戦功に対し2つ目のレジオン・オブ・メリット勲章を授与され、9月29日から12月5日までの戦功に対して陸軍より殊勲十字章が授与されている。また12月5日から10日までの長津湖の戦いにおける戦功から、5つ目の海軍十字章を受章した。この戦いの最中、彼は「我々はここしばらく敵を探し続けていた。そして、ようやく奴らを見つけた。我々は包囲された。これで話が簡単になった」("We've been looking for the enemy for some time now. We've finally found him. We're surrounded. That simplifies things.")という有名な言葉を残している。
1951年1月、プラーは准将に昇進すると共に第1海兵師団の副師団長(assistant division commander, ADC)に就任した。2月24日、戦死した第9軍団長のブライアント・ムーア陸軍少将の代行を命じられ、プラーの上官である師団長オリヴァー・P・スミス少将が師団を離れる。スミスが第9軍団長代行を務めた3月の間、プラーは師団長を代行し第1海兵師団の指揮を執った。1951年5月20日、任務を完了して米本土に戻る。その後、1952年1月にはカリフォルニア州キャンプ・ペンドルトンにて第3海兵師団長、2月からは同副師団長を務めた。その後はカリフォルニア州コロナドにて太平洋訓練部隊(Troop Training Unit Pacific)の指揮を執った。

## 朝鮮戦争後
1954年7月、ノースカロライナ州キャンプ・レジューンに駐屯する第2海兵師団の師団長に就任。1955年2月、キャンプ・レジューン基地副司令官に就任。この間に少将、中将と昇進を重ねている。その後、脳卒中に苦しむようになり、1955年11月1日に海兵隊を退役した。以後、1971年10月11日に死去するまでバージニア州に暮らした。

## 家族・親類

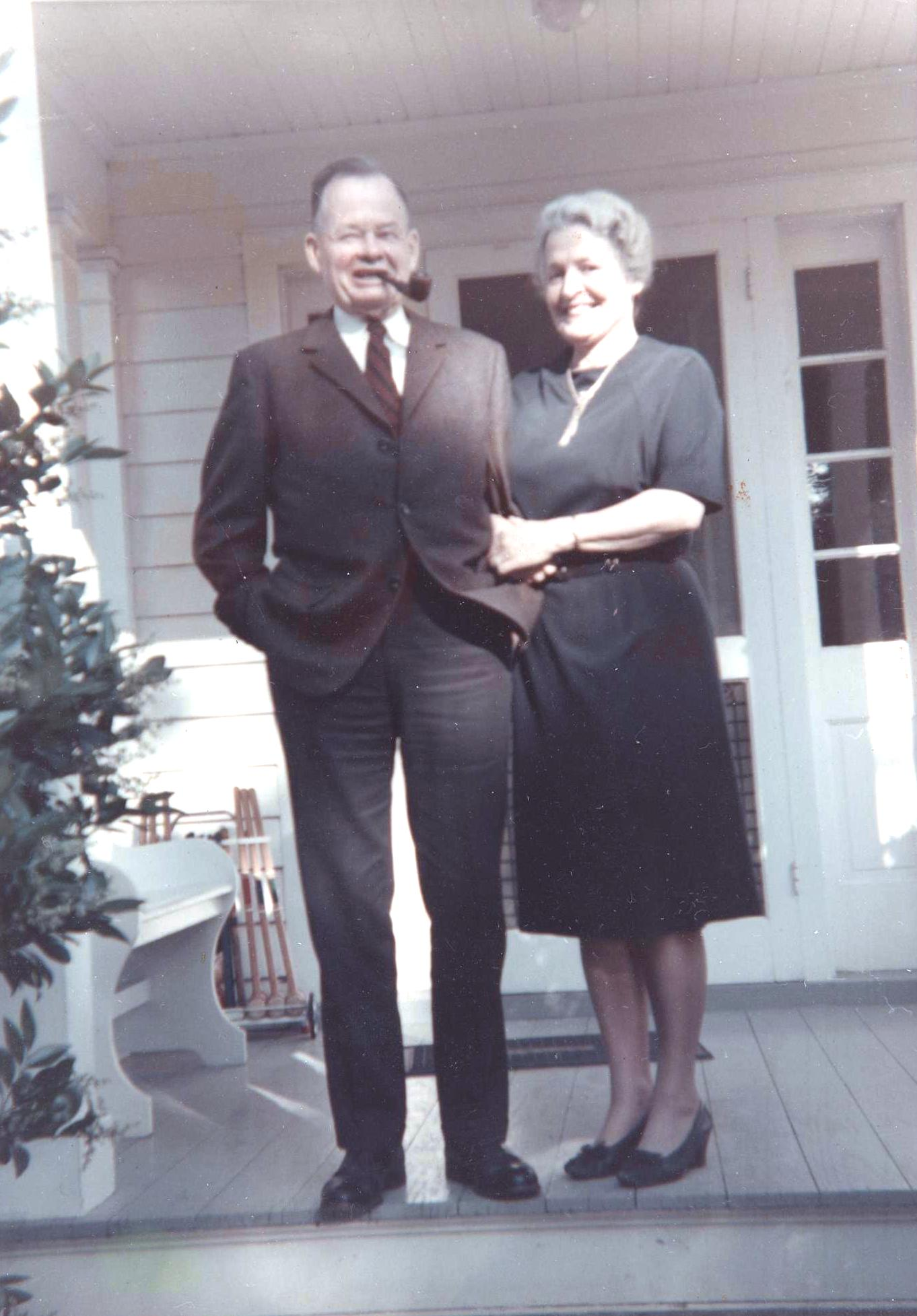
自宅前にて妻と共に（1970年頃）

プラーの息子ルイス・バーウェル・プラー・ジュニアも海兵隊員となり、後にベトナム戦争に参加した。ルイスは第1海兵連隊第2大隊の一員として戦地へ派遣されていたが、地雷により両足と手の一部を失った。病院に駆けつけたプラー将軍は、変わり果てた息子の姿を見て泣き崩れたという。
ウィリアム・デブニーはプラーの義理の息子である。デブニーもバージニア州立軍事学校を卒業後に海兵隊員となり、1968年1月21日から4月14日まで第26海兵連隊第3大隊の小銃中隊長としてベトナムに派遣された。この職にある間、デブニーはケサン戦闘基地の防衛上極めて重要な前哨陣地である881S高地の守るために77日間の籠城戦を戦った。ケサンの戦いの後、デブニーは海軍十字章に推薦されるものの推薦状がヘリコプターの墜落事故で失われた為に授与は行われなかった。2005年4月15日、バージニア州立軍事学校にてデブニーに対する海軍十字章の授与式典が改めて行われた。
また、プラーは陸軍の英雄としてその名を知られるジョージ・パットン将軍の遠いいとこにあたる。

## 受章
プラーはアメリカ軍人として受章しうる勲章のうち、2番目に高級なものを6度受章している。すなわち、5つの海軍十字章と、1つの陸軍殊勲十字章である。アメリカ軍の歴史において、海軍十字章を5度受章した将校は元潜水艦隊司令のロイ・ダベンポート提督とプラーの2人のみである。
プラーはアメリカ軍人として以下の勲章等を受章した。
| Gold star · Gold star · Gold star · Gold star         |                                                       |                       |             |
| V · Gold star                                         | V                                                     | Gold star · Gold star |             |
| Bronze star · Bronze star · Bronze star · Bronze star | Bronze star                                           | Bronze star           | Bronze star |
|                                                       |                                                       |                       | Bronze star |
|                                                       | Bronze star · Bronze star · Bronze star · Bronze star |                       |             |
| Silver star                                           |                                                       |                       |             |
|                                                       |                                                       |                       |             |

| 1段目 | 海軍十字章                 | 海軍十字章                 | 海軍十字章                 | 海軍十字章                 | 殊勲十字章                 | 殊勲十字章                 | 殊勲十字章                     | 殊勲十字章                     | 銀星章                         | 銀星章                       | 銀星章                       | 銀星章                       |
| 2段目 | レジオン・オブ・メリット章 | レジオン・オブ・メリット章 | レジオン・オブ・メリット章 | 銅星章                     | 銅星章                     | 銅星章                     | エア・メダル                   | エア・メダル                   | エア・メダル                   | 名誉戦傷章                   | 名誉戦傷章                   | 名誉戦傷章                   |
| 3段目 | 大統領殊勲部隊章           | 大統領殊勲部隊章           | 大統領殊勲部隊章           | 海兵隊善行章               | 海兵隊善行章               | 海兵隊善行章               | 海兵隊遠征メダル               | 海兵隊遠征メダル               | 海兵隊遠征メダル               | 第一次世界大戦戦勝記念章     | 第一次世界大戦戦勝記念章     | 第一次世界大戦戦勝記念章     |
| 4段目 | ハイチ戦線記念記章         | ハイチ戦線記念記章         | ハイチ戦線記念記章         | ニカラグア戦線記念記章     | ニカラグア戦線記念記章     | ニカラグア戦線記念記章     | 中国従軍記章                   | 中国従軍記章                   | 中国従軍記章                   | アメリカ防衛従軍記章         | アメリカ防衛従軍記章         | アメリカ防衛従軍記章         |
| 5段目 | アメリカ従軍記章           | アメリカ従軍記章           | アメリカ従軍記章           | アジア・太平洋戦線記念記章 | アジア・太平洋戦線記念記章 | アジア・太平洋戦線記念記章 | 第二次世界大戦戦勝記念章       | 第二次世界大戦戦勝記念章       | 第二次世界大戦戦勝記念章       | 国土防衛従軍章               | 国土防衛従軍章               | 国土防衛従軍章               |
| 6段目 | 朝鮮戦争従軍記章           | 朝鮮戦争従軍記章           | 朝鮮戦争従軍記章           | 軍功章（ハイチ）           | 軍功章（ハイチ）           | 軍功章（ハイチ）           | 大統領殊勲章（ニカラグア）     | 大統領殊勲章（ニカラグア）     | 大統領殊勲章（ニカラグア）     | 殊勲十字章（ニカラグア）     | 殊勲十字章（ニカラグア）     | 殊勲十字章（ニカラグア）     |
| 7段目 | 武功勲章（韓国)            | 武功勲章（韓国)            | 武功勲章（韓国)            | 雲麾勲章（中華民国）       | 雲麾勲章（中華民国）       | 雲麾勲章（中華民国）       | 大韓民国大統領部隊表彰（韓国） | 大韓民国大統領部隊表彰（韓国） | 大韓民国大統領部隊表彰（韓国） | 国連メダル朝鮮戦争章（国連） | 国連メダル朝鮮戦争章（国連） | 国連メダル朝鮮戦争章（国連） |

## プラーの名にちなむ事物等
- O・H・ペリー級ミサイルフリゲート艦「ルイス・B・プラー」（FFG-23）は、彼の名にちなんだものである。
- バージニア州ヨークタウンのヨークタウン海軍武器基地（英語版）内に設置されている第2艦隊テロ対策保安班（英語版）(2nd Fleet Antiterrorism Security Team)本部ビルは、彼の名をとって「プラー・ホール」(Puller Hall)と呼ばれている。
- バージニア州ミドルセックス郡の国道33号線は、ジェネラル・プラー・ハイウェイ(General Puller Highway)と呼ばれている。同郡はプラーの埋葬された場所である。
- 2005年11月10日、米郵便公社は、「名高き海兵隊員」(Distinguished Marines)シリーズとして知られる切手群を発行した。このシリーズにはプラーの切手も含まれていた[26]。
- 海兵隊のマスコットである純血のイングリッシュ・ブルドッグは、現在まで「チェスティ・プラートン」(Chesty Pullerton)の名を伝統として受け継いでいる。
- 2012年、軍事海上輸送司令部は開発中の機動揚陸プラットフォーム(MLP)の艦名にプラーの名を使うことを発表した（ルイス・B・プラー級遠征海上基地[27]）。

## 伝説の海兵隊員
チェスティ・プラーの存在は、現在でもアメリカ海兵隊における一種の伝説として様々な形で語り継がれている。その中には史実だけではなく、いくらか誇張されたものも含まれる。
海兵隊員のブートキャンプにおいて、一日の終わりの挨拶には「Good night, Chesty Puller, wherever you are!」（おやすみなさい、チェスティ・プラー。あなたがどこにいようとも！）という文句がしばしば使われ、また訓練中の励ましの言葉としても「Chesty Puller never quit!」（チェスティ・プラーは諦めない！）という文句が使われるという。
海兵隊の新兵訓練やOCSでは、ミリタリーケイデンスとして「It was good for Chesty Puller/And it's good enough for me」（チェスティ・プラーによし、おれにもっとよし）、「Tell Chesty Puller I did my best.」（おれはよくやったとチェスティ・プラーに伝えてくれよ）という言葉が歌われる。新兵の訓練歌にも「Chesty Puller was a good Marine and a good Marine was he.」（チェスティ・プラーは良い海兵、良い海兵はチェスティ・プラー）というものがある。こうした歌の中では、チェスティ・プラーは海兵隊員の団結心の象徴として登場する。
訓練の一環として行われる懸垂では、「do one for Chesty!」（チェスティの為に1回）という掛け声が使われる。
生前のプラーは海兵隊における労働環境の改善にも取り組んでいた為、多くの下士官兵に愛されていた。プラーはまた、より優れた装備や規律の導入も試みていた。彼は欠礼に対する懲罰として部下の下士官に100回の敬礼を命じた少尉に出会った時、その少尉に対して次のように言った。
「君が彼に100回の敬礼を命じたことは実に正しいよ、少尉。だがね、敬礼を受けた将校は必ず答礼しなければならないことも君は知っているはずだ。さあ、彼に答礼したまえ。私が数えてやろう。」
ハワイ勤務時の武器点検の折、誤って屋内で.45口径ピストルを暴発させる事故が起こった際、彼は自らに100ドルの罰金を課したが、部下の罰金は20ドルのみだった。